# 大浜中町
大浜中町（おおはまなかまち）は、大阪府堺市堺区にある地名。2024年現在の行政地名は大浜中町一丁から大浜中町三丁。住居表示は実施済。

## 地理
堺区の西部に位置する。南東は少林寺町西・新在家町西、南西は大浜南町、北西は大浜西町、北東は大浜北町に接する。南東から順に一丁から三丁がある。

### 河川
- 土居川
  - 相生橋
  - 得新橋

## 歴史

### 沿革
- 1959年（昭和34年）、堺市大浜北町・大浜南町の各一部より、大浜中町成立[6]。
- 2006年（平成18年）、堺市が政令指定都市に移行し、行政区を設置。大浜中町は堺区の所属となる。

## 世帯数と人口
2024年（令和6年）8月31日現在の世帯数と人口は以下の通りである。
| 丁           | 世帯数  | 人口    |
| ------------ | ------- | ------- |
| 大浜中町一丁 | 165世帯 | 292人   |
| 大浜中町二丁 | 259世帯 | 490人   |
| 大浜中町三丁 | 399世帯 | 704人   |
| 計           | 823世帯 | 1,486人 |

### 人口の変遷
国勢調査による人口の推移。
| 1995年（平成7年）  | 1,615人 | [ 7 ]  |  |
| 2000年（平成12年） | 1,445人 | [ 8 ]  |  |
| 2005年（平成17年） | 1,579人 | [ 9 ]  |  |
| 2010年（平成22年） | 1,625人 | [ 10 ] |  |
| 2015年（平成27年） | 1,701人 | [ 11 ] |  |
| 2020年（令和2年）  | 1,507人 | [ 12 ] |  |

### 世帯数の変遷
国勢調査による世帯数の推移。
| 1995年（平成7年）  | 635世帯 | [ 7 ]  |  |
| 2000年（平成12年） | 612世帯 | [ 8 ]  |  |
| 2005年（平成17年） | 634世帯 | [ 9 ]  |  |
| 2010年（平成22年） | 663世帯 | [ 10 ] |  |
| 2015年（平成27年） | 748世帯 | [ 11 ] |  |
| 2020年（令和2年）  | 728世帯 | [ 12 ] |  |

## 学区
市立小・中学校に通う場合、学区は以下の通りとなる。
| 丁           | 番   | 小学校           | 中学校           |
| ------------ | ---- | ---------------- | ---------------- |
| 大浜中町一丁 | 全域 | 堺市立英彰小学校 | 堺市立大浜中学校 |
| 大浜中町二丁 | 全域 | 堺市立英彰小学校 | 堺市立大浜中学校 |
| 大浜中町三丁 | 全域 | 堺市立英彰小学校 | 堺市立大浜中学校 |

## 事業所
2021年（令和3年）現在の経済センサス調査による事業所数と従業員数は以下の通りである。
| 丁           | 事業所数 | 従業員数 |
| ------------ | -------- | -------- |
| 大浜中町一丁 | 6事業所  | 68人     |
| 大浜中町二丁 | 15事業所 | 110人    |
| 大浜中町三丁 | 27事業所 | 195人    |
| 計           | 48事業所 | 373人    |

## 交通

### バス
2024年1月現在
- 南海バス[15]
  - 21系統：大浜中町

### 道路
- 海岸通り（大阪府道34号堺狭山線・大阪府道204号堺阪南線）

## 施設
- 大浜中町公園

## 郵便
- 郵便番号：590-0975[3]（集配局：堺郵便局[16]）。